# First Division 1946-1947
La First Division 1946-1947 è stata la 48ª edizione della massima serie del campionato inglese di calcio, disputato tra il 31 agosto 1946 e il 14 giugno 1947 e concluso con la vittoria del Liverpool, al suo quinto titolo.
Capocannoniere del torneo è stato Dennis Westcott (Wolverhampton) con 37 reti..

## Stagione

### Novità
Il campionato riprese dopo la sospensione bellica da dove era terminato nella stagione 1938-1939.
Al posto delle retrocesse Birmingham City e Leicester City sono saliti dalla Second Division il Blackburn e lo Sheffield Utd.
Il Manchester Utd fu costretto ad abbandonare, almeno temporaneamente, l'Old Trafford, seriamente danneggiato dai bombardamenti tedeschi e giocare le proprie gare interne a Maine Road.

## Squadre partecipanti
| Club              | Stagione | Città          | Stadio           | Stagione precedente                   |
| ----------------- | -------- | -------------- | ---------------- | ------------------------------------- |
| Arsenal           | dettagli | Londra         | Highbury         | 5º posto in First Division            |
| Aston Villa       | dettagli | Birmingham     | Villa Park       | 12º posto in First Division           |
| Blackburn         | dettagli | Blackburn      | Ewood Park       | 1º posto in Second Division, promosso |
| Blackpool         | dettagli | Blackpool      | Bloomfield Road  | 15º posto in First Division           |
| Bolton            | dettagli | Bolton         | Burnden Park     | 8º posto in First Division            |
| Brentford         | dettagli | Londra         | Griffin Park     | 18º posto in First Division           |
| Charlton          | dettagli | Londra         | The Valley       | 3º posto in First Division            |
| Chelsea           | dettagli | Londra         | Stamford Bridge  | 20º posto in First Division           |
| Derby County      | dettagli | Derby          | Baseball Ground  | 6º posto in First Division            |
| Everton           | dettagli | Liverpool      | Goodison Park    | 1º posto in First Division            |
| Grimsby Town      | dettagli | Grimsby        | Blundell Park    | 10º posto in First Division           |
| Huddersfield Town | dettagli | Huddersfield   | Leeds Road       | 19º posto in First Division           |
| Leeds Utd         | dettagli | Leeds          | Elland Road      | 13º posto in First Division           |
| Liverpool         | dettagli | Liverpool      | Anfield          | 11º posto in First Division           |
| Manchester Utd    | dettagli | Manchester     | Maine Road       | 14º posto in First Division           |
| Middlesbrough     | dettagli | Middlesbrough  | Ayresome Park    | 4º posto in First Division            |
| Portsmouth        | dettagli | Portsmouth     | Fratton Park     | 17º posto in First Division           |
| Preston N.E.      | dettagli | Preston        | Deepdale         | 9º posto in First Division            |
| Sheffield Utd     | dettagli | Sheffield      | Bramall Lane     | 2º posto in Second Division, promosso |
| Stoke City        | dettagli | Stoke-on-Trent | Victoria Ground  | 7º posto in First Division            |
| Sunderland        | dettagli | Sunderland     | Roker Park       | 16º posto in First Division           |
| Wolverhampton     | dettagli | Wolverhampton  | Molineux Stadium | 2º posto in First Division            |

## Classifica finale
|       | Pos. | Squadra           | Pt | G  | V  | N  | P  | GF | GS | MG    |
| ----- | ---- | ----------------- | -- | -- | -- | -- | -- | -- | -- | ----- |
|       | 1.   | Liverpool         | 57 | 42 | 25 | 7  | 10 | 84 | 52 | 1.615 |
|       | 2.   | Manchester Utd    | 56 | 42 | 22 | 12 | 8  | 95 | 54 | 1.759 |
|       | 3.   | Wolverhampton     | 56 | 42 | 25 | 6  | 11 | 98 | 56 | 1.750 |
|       | 4.   | Stoke City        | 55 | 42 | 24 | 7  | 11 | 90 | 53 | 1.698 |
|       | 5.   | Blackpool         | 50 | 42 | 22 | 6  | 14 | 71 | 70 | 1.014 |
|       | 6.   | Sheffield Utd     | 49 | 42 | 21 | 7  | 14 | 89 | 75 | 1.187 |
|       | 7.   | Preston N.E.      | 47 | 42 | 18 | 11 | 13 | 76 | 74 | 1.027 |
|       | 8.   | Aston Villa       | 45 | 42 | 18 | 9  | 15 | 67 | 53 | 1.264 |
|       | 9.   | Sunderland        | 44 | 42 | 18 | 8  | 16 | 65 | 66 | 0.985 |
|       | 10.  | Everton           | 43 | 42 | 17 | 9  | 16 | 62 | 67 | 0.925 |
|       | 11.  | Middlesbrough     | 42 | 42 | 17 | 8  | 17 | 73 | 68 | 1.074 |
|       | 12.  | Portsmouth        | 41 | 42 | 16 | 9  | 17 | 66 | 60 | 1.100 |
|       | 13.  | Arsenal           | 41 | 42 | 16 | 9  | 17 | 72 | 70 | 1.029 |
|       | 14.  | Derby County      | 41 | 42 | 18 | 5  | 19 | 73 | 79 | 0.924 |
|       | 15.  | Chelsea           | 39 | 42 | 16 | 7  | 19 | 69 | 84 | 0.821 |
|       | 16.  | Grimsby Town      | 38 | 42 | 13 | 12 | 17 | 61 | 82 | 0.744 |
|       | 17.  | Blackburn         | 36 | 42 | 14 | 8  | 20 | 45 | 53 | 0.849 |
|       | 18.  | Bolton            | 34 | 42 | 13 | 8  | 21 | 57 | 69 | 0.826 |
| [ 2 ] | 19.  | Charlton          | 34 | 42 | 11 | 12 | 19 | 57 | 71 | 0.803 |
|       | 20.  | Huddersfield Town | 33 | 42 | 13 | 7  | 22 | 53 | 79 | 0.671 |
|       | 21.  | Brentford         | 25 | 42 | 9  | 7  | 26 | 45 | 88 | 0.511 |
|       | 22.  | Leeds Utd         | 18 | 42 | 6  | 6  | 30 | 45 | 90 | 0.500 |

Legenda:
      Campione d'Inghilterra
      Retrocesse in Second Division 1947-1948.
Note:
Due punti a vittoria, uno a pareggio, zero a sconfitta.

## Statistiche

### Squadre

#### Capoliste solitarie
Fonte:
|    | —— | —— | —— | ——         | ——         | —— | ——        | ——        | ——        | ——        | ——        | ——  | ——  | ——        | ——        | ——        | ——        | ——  | ——  | ——  | ——            | ——            | ——            | ——            | ——            | ——            | ——            | ——            | ——            | ——            | ——            | ——            | ——            | ——            | ——            | ——            | ——            | ——            | ——        | ——        | ——        | —— |  |
|    |    |    |    | Manchest U | Manchest U |    | Blackpool | Blackpool | Blackpool | Blackpool | Blackpool |     | Bla | Liverpool | Liverpool | Liverpool | Liverpool |     |     |     | Wolverhampton | Wolverhampton | Wolverhampton | Wolverhampton | Wolverhampton | Wolverhampton | Wolverhampton | Wolverhampton | Wolverhampton | Wolverhampton | Wolverhampton | Wolverhampton | Wolverhampton | Wolverhampton | Wolverhampton | Wolverhampton | Wolverhampton | Wolverhampton | Liverpool | Liverpool | Liverpool |    |  |
|    |    |    |    |            |            |    |           |           |           |           |           |     |     |           |           |           |           |     |     |     |               |               |               |               |               |               |               |               |               |               |               |               |               |               |               |               |               |               |           |           |           |    |  |
|    |    |    |    |            |            |    |           |           |           |           |           |     |     |           |           |           |           |     |     |     |               |               |               |               |               |               |               |               |               |               |               |               |               |               |               |               |               |               |           |           |           |    |  |
| 1ª | 2ª | 3ª | 4ª | 5ª         | 6ª         | 7ª | 8ª        | 9ª        | 10ª       | 11ª       | 12ª       | 13ª | 14ª | 15ª       | 16ª       | 17ª       | 18ª       | 19ª | 20ª | 21ª | 22ª           | 23ª           | 24ª           | 25ª           | 26ª           | 27ª           | 28ª           | 29ª           | 30ª           | 31ª           | 32ª           | 33ª           | 34ª           | 35ª           | 36ª           | 37ª           | 38ª           | 39ª           | 40ª       | 41ª       | 42ª       |    |  |